# HD 143902
HD 143902，又名CD-3211386，SAO 207292、HR 5974，是一颗恒星，视星等为6.1，位于銀經343，銀緯14.26，其B1900.0坐标为赤經15h 57m 55.1s，赤緯-32° 14.26′ 12″。